# 显脉委陵菜
显脉委陵菜（学名：Potentilla nervosa）是蔷薇科委陵菜属的植物。分布在俄罗斯以及中国大陆的新疆等地，生长于海拔1,900米至2,500米的地区，常生于草坡及林缘，目前尚未由人工引种栽培。

## 异名
- Potentilla nivea L. var. camtschatica Cham. et Schlecht.